# Implosión (película)
Implosión es una película dramática argentina de 2021 dirigida por Javier Van de Couter. Se trata de una historia basada en la masacre escolar de Carmen de Patagones ocurrida en 2004. Protagonizada por Pablo Saldías Kloster y Rodrigo Torres,  la película se estrenó mundialmente el 23 de marzo de 2021 durante el Buenos Aires Festival Internacional de Cine Independiente,  y su lanzamiento en las salas de cines de la Argentina fue el 8 de abril del mismo año.

## Sinopsis
Pablo y Rodrigo son dos amigos que, con heridas de bala en sus cuerpos, sobrevivieron a un tiroteo en su colegio secundario. Luego de su recuperación, ambos deciden investigar el paradero del asesino de los demás compañeros, y emprenden un viaje para ejecutar un ajuste de cuentas. 

## Elenco
- Pablo Saldías Kloster como Pablo
- Rodrigo Torres como Rodrigo
- Julieta Giménez Zapiola como Emma
- Nina Vera Suárez Bléfari como Patricia «Pato»
- Facundo Scavo como Sebastián

## Recepción

### Comentarios de la crítica
Horacio Bernades, de Página/12, calificó al película con un 9, diciendo que se distingue por su manera de plasmar la temática que aborda, donde «todo es ríspido, acelerado, tenso y de puños apretados». Diego Batlle, de La Nación, describió que se trata un largometraje «híbrido entre personajes reales, actores profesionales y otros sin experiencia previa, elementos documentales y situaciones ficcionales que remite por momentos a la apuesta de Clint Eastwood en 15:17 Tren a París, pero con connotaciones, alcances y dimensiones muy locales y reconocibles». Beatriz Molinari, de La Voz del Interior, calificó de "prodigiosas" las actuaciones de Pablo Saldías Kloster y de Rodrigo Torres, y destacó que Julieta Giménez Zapiola y Nina Suárez Bléfari ofrecen un «trabajo notable».
En una reseña para Micropsia, Diego Lerer escribió que la obra logra contar «de forma muy sentida y efectiva una historia acerca de dos personas/personajes que descubren que el recorrido de sus vidas quizás deba ir más allá de la revancha». Paraná Sendrós, de Ámbito Financiero, valoró el trabajo de Van de Couter, asegurando que realizó una película «bien llevada» y «con un buen planteo».

### Premios y nominaciones
| Lista de premios y nominaciones | Lista de premios y nominaciones | Lista de premios y nominaciones   | Lista de premios y nominaciones | Lista de premios y nominaciones | Lista de premios y nominaciones |
| Año                             | Organización                    | Categoría                         | Nominado/a(s)                   | Resultado                       | Ref(s)                          |
| ------------------------------- | ------------------------------- | --------------------------------- | ------------------------------- | ------------------------------- | ------------------------------- |
| 2021                            | BAFICI                          | Gran premio del jurado            | Implosión                       | Ganador                         | [ 11 ]                          |
| 2022                            | Premios Cóndor de Plata         | Mejor película                    | Implosión                       | Nominado                        | [ 12 ] [ 13 ]                   |
| 2022                            | Premios Cóndor de Plata         | Mejor director                    | Javier Van de Couter            | Nominado                        | [ 12 ] [ 13 ]                   |
| 2022                            | Premios Cóndor de Plata         | Revelación femenina               | Nina Vera Suárez Bléfari        | Ganadora                        | [ 12 ] [ 13 ]                   |
| 2022                            | Premios Cóndor de Plata         | Revelación masculina              | Rodrigo Torres                  | Nominado                        | [ 12 ] [ 13 ]                   |
| 2022                            | Premios Cóndor de Plata         | Premio del público BA audiovisual | Implosión                       | Ganador                         | [ 12 ] [ 13 ]                   |